# Kristian Hindhede
Kristian Hindhede (19. august 1891 i Skanderborg – 8. januar 1969 i Cannes) var en dansk civilingeniør og industrimand. Han var søn af lægen og ernæringsforskeren Mikkel Hindhede.
Hindhede blev cand.polyt. 1913, var indkaldt til militærtjeneste i sikringsstyrken 1914 – 16, var ingeniør hos N.C. Monberg 1916 – 21 og ved Københavns Amts vejvæsen 1922 – 26.
Han drev egen entreprenørvirksomhed fra 1926 og var direktør for A/S De danske Betonfabrikker fra 1927, for Internationalt Beton Compagni fra 1934 og for Betonvarefabriken Sjælland A/S fra 1947. Han var tillige bestyrelsesformand i selskaberne samt i A/S Aarhus Betonfabrik og A/S De forenede Vognmandsforretninger.
I 1920'erne begyndte Kristian Hindhede at bruge lastbiler med roterende betonkanon og beskrives som opfinderen af dette køretøj i Kraks Blå Bog. En lignende patentansøgning fra Stephen Stepanian registreredes i USA i 1916, men blev afvist i 1919.
Kristian Hindhedes virksomhed A/S De danske Betonfabrikker (senere KH Beton) udvikledes til Unicon A/S, Skandinaviens største leverandør af fabriksbeton.
I 1928 importerede Hindhede som den første i Danmark en mekaniseret gravemaskine. Af reklamemæssige grunde lod han male 'Grave Compagniet' på siden af maskinen, forkortet 'Grav Co'. Med dette navn på siden af det nye uhyre, blev det omgående døbt til gravko i folkemunde.
En betonbil fra KH Beton er bevaret på Danmarks Tekniske Museum i Helsingør.